# Moses Rosenmann
Moses Rosenmann (hebräisch משה רוזנמן; geboren 21. Oktober 1867 in Zurawno, Österreich-Ungarn; gestorben 17. Mai 1948 in Tel Aviv) war ein österreichisch-israelischer Rabbiner.

## Leben
Moses Rosenmann besuchte das Gymnasium in Radautz in Galizien. Ab 1890 studierte er am Rabbinerseminar Berlin bei Esriel Hildesheimer und an der Universität Berlin und wurde 1894 an der Universität Gießen promoviert. Seine Berufstätigkeit als Rabbiner begann er 1894 in Bisenz in Mähren und er kam 1897 an die Synagoge Floridsdorf. Seit der Eingemeindung Floridsdorfs war er Mitglied der Wiener Israelitischen Kultusgemeinde.
Rosenmann verfasste Predigten, kulturhistorische und philosophische Schriften sowie die Biographien der Wiener Rabbiner Isak Noa Mannheimer und Adolf Jellinek. Zusammen mit Ludwig Bató war er Vizepräsident des Vereins für jüdische Geschichte und Literatur in Wien. In der jüdischen Wochenzeitung Wahrheit schrieb er eine Artikelserie über die jüdische Geschichte Wiens.

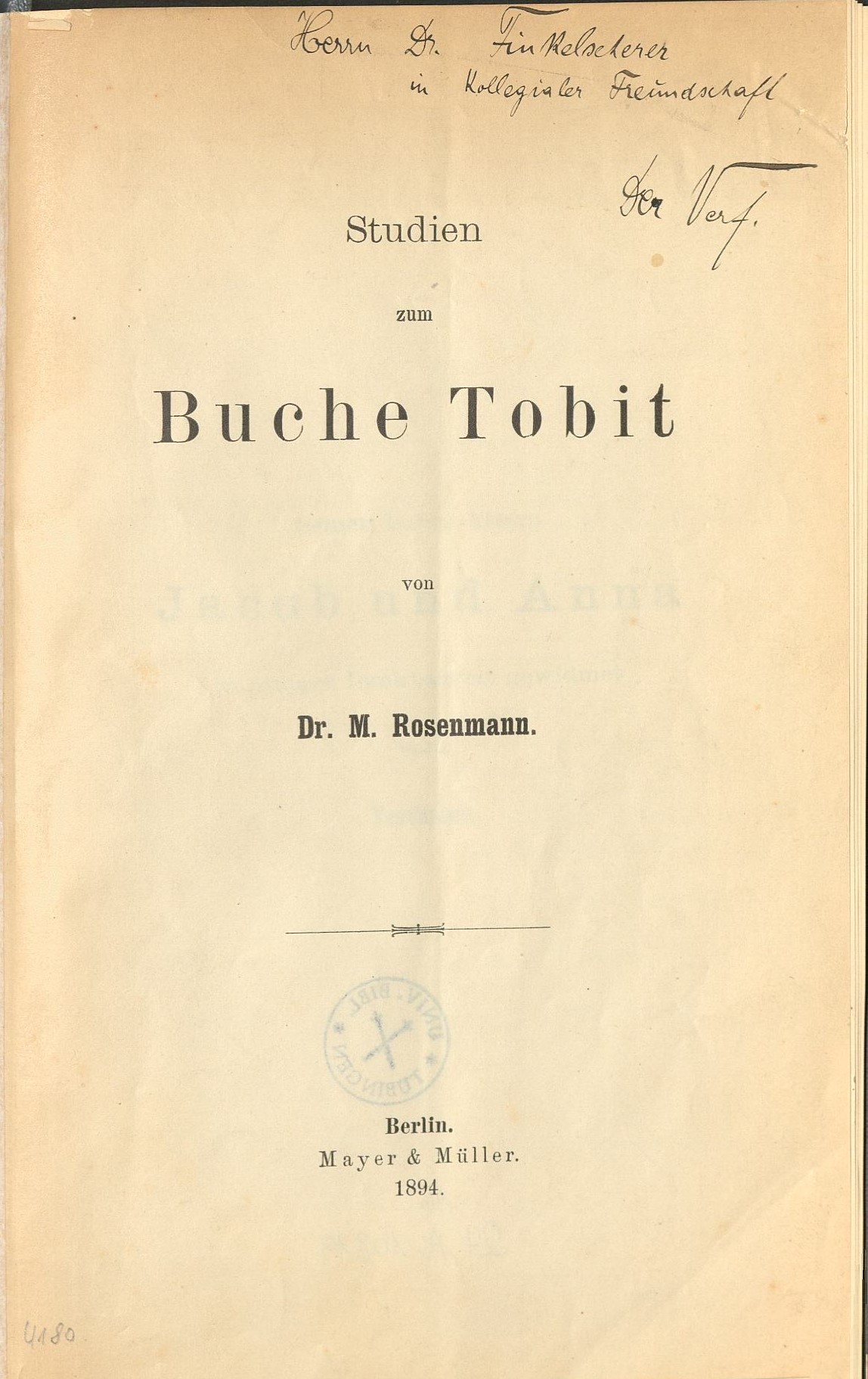
Buch Tobit (1894)

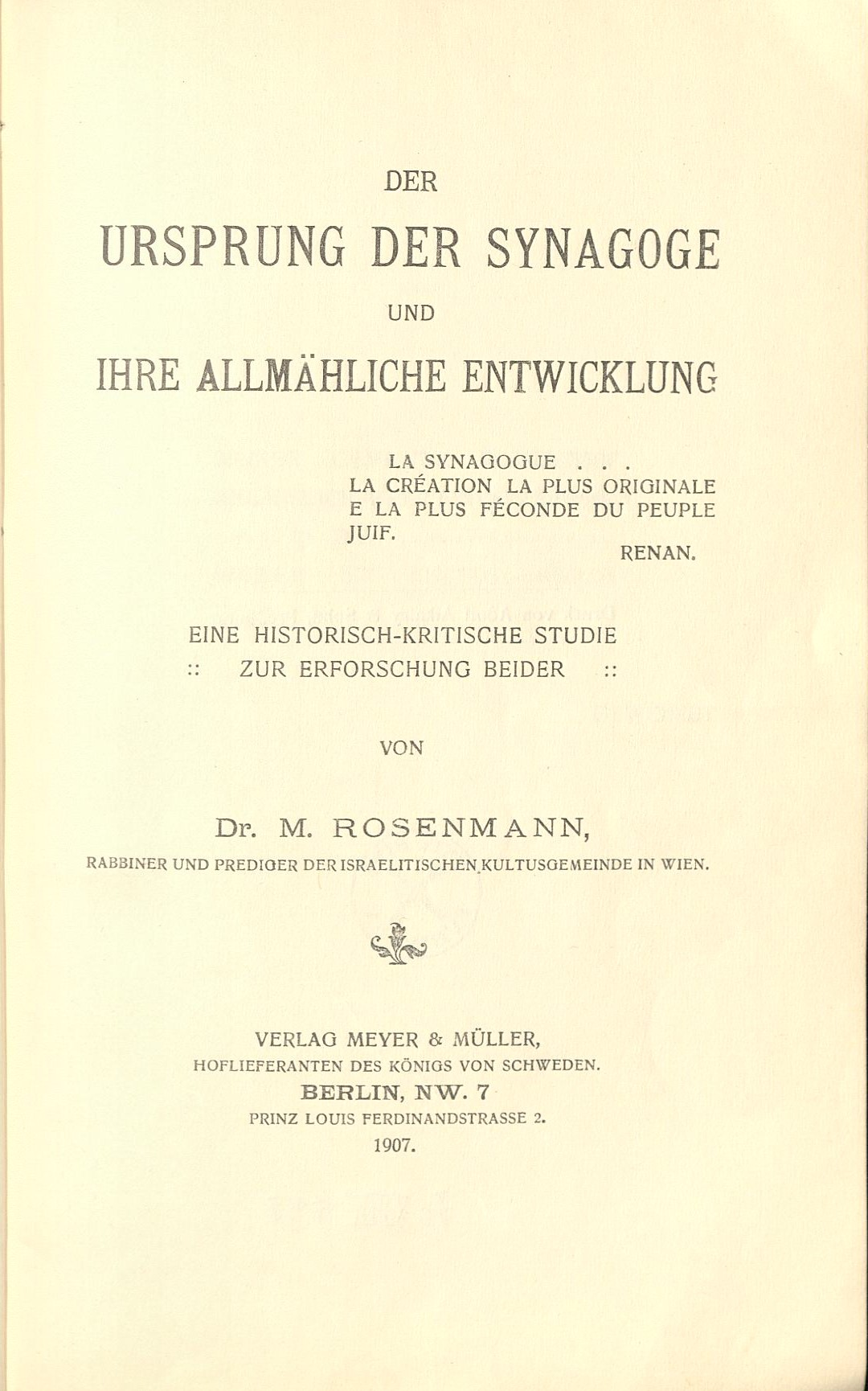
Synagoge (1907)

Nach dem Anschluss Österreichs floh Rosenmann 1938 in das Völkerbundsmandat für Palästina, wo er unter den Einwanderern und Flüchtlingen als Rabbiner wirkte. In der Wiener jüdischen Zeitschrift Der neue Weg begann er 1947 mit einer Artikelserie unter dem Titel Palästina – Erez Israel – Wie es wirklich ist, von der die ersten fünf Teile erschienen. Am Tag der Gründung des Staates Israel, am 14. Mai 1948, wurde Rosenmann ziviles Opfer eines Bombenangriffs der Ägyptischen Luftstreitkräfte auf Tel Aviv.

## Schriften (Auswahl)
- Studien zum Buche Tobit. Berlin: Mayer & Müller, 1894 Gießen, Univ., Diss., 1894.
- Altjüdische Romane und Novellen in griechischer Sprache. Wien : Löwit, 1901 Aus: Kalender für Israeliten.
- Der Ursprung der Synagoge und ihre allmähliche Entwicklung. Berlin: Meyer & Müller, 1907.
- In schwerer Zeit : zwei Predigten über den Krieg. Wien: Hölder, 1914.
- Isak Noa Mannheimer, sein Leben und Werk. Zugleich ein Beitrag zur Geschichte der israelitischen Kultusgemeinde in Wien in der ersten Hälfte des neunzehnten Jahrhunderts nebst einer Auswahl der politischen Reden und Schriften Mannheimers. Wien : Löwit, 1915.
- Dr. Adolf Jellinek. Sein Leben und Schaffen; zugleich ein Beitrag zur Geschichte der israelitischen Kultusgemeinde Wien in der zweiten Hälfte des neunzehnten Jahrhunderts. Wien: Schlesinger, 1931.